# Cmentarz żydowski w Pasłęku
Cmentarz żydowski w Pasłęku – został założony w XIX wieku i zajmuje powierzchnię 0,3 ha, na której zachowało się około 15 nagrobków (z których najstarszy pochodzi z 1860 roku) z napisami w języku hebrajskim i niemieckim. Macewy wykonane są z piaskowca, marmuru i granitu.